# بايرون ولز
بايرون ولز (بالإنجليزية: Byron Wells)‏ هو متزحلق حر نيوزلندي، ولد في 3 أبريل 1992 في غوسفورد في أستراليا.

## وصلات خارجية
- بايرون ولز على موقع الاتحاد الدولي للتزلج (التزلج الحر) (الإنجليزية)
- بايرون ولز على موقع اللجنة الأولمبية الدولية (الإنجليزية)
- بايرون ولز على موقع أوليمبيديا (الإنجليزية)
- بايرون ولز على موقع اللجنة الأولمبية النيوزيلندية (الإنجليزية)
- بايرون ولز على موقع ألعاب إكس (مؤرشف) (الإنجليزية)